# Федерация настольного тенниса России
Федерация настольного тенниса России (сокр. ФНТР) — общественная организация, имеющая государственную аккредитацию, целями которой является развитие настольного тенниса в Российской Федерации, его пропаганда, организация и проведение спортивных мероприятий, а также подготовка спортсменов — членов спортивных сборных команд России по настольному теннису. (В соответствии с Федеральным законом N329-ФЗ «О физической культуре и спорте в Российской Федерации»).
Устав организации принят 20 октября 1991 года, с тех пор несколько раз изменялся и дополнялся. Полное русское название — Общероссийская физкультурно-спортивная общественная организация «Федерация настольного тенниса России», английское — «The Table Tennis Federation of Russia» (TTFR).

## История
Всесоюзная секция настольного тенниса, преемницей которой стала ФНТР, была организована в СССР в феврале 1950 года. В 1959 году она была преобразована в федерацию настольного тенниса СССР. Осенью 1950 года в Москве был проведен первый всесоюзный турнир с участием 12 лучших мужчин и 8 женщин.
В 1954 году Всесоюзная секция настольного тенниса вступила в члены Международной федерации настольного тенниса и стала принимать участие в международных соревнованиях.
В 1957 году Всесоюзная секция настольного тенниса вступила в Европейский союз настольного тенниса (ETTU) и с 1958 года советские, а впоследствии российские теннисисты регулярно участвуют в соревнованиях организованных ETTU.
1 декабря 2009 года на внеочередной конференции Федерации был образован Наблюдательный совет ФНТР. Его возглавил Игорь Левитин, тогда занимавший пост министра транспорта Российской Федерации и с 2006 года бывший президентом Федерации. После преобразования Наблюдательного совета в Попечительский И. Левитин (ныне — помощник Президента Российской Федерации, Вице-президент Олимпийского комитета России) сохранил свой пост.
В Попечительский совет входят заметные представители российской политической и бизнес-элиты.

## Текущее состояние
Федерация является членом Международной федерации настольного тенниса (ITTF), Олимпийского комитета России, Европейского союза настольного тенниса (ETTU).
Президент Федерации — Александр Бабаков, переизбран в 2020 году.
На 2023 год в состав ФНТР входят 87 региональных федераций.

## Соревнования
ФНТР, как аккредитованная общероссийская спортивная федерация, уполномочена организовывать и проводить главные всероссийские спортивные соревнования по настольному теннису в России: Чемпионат России, Кубок России, Всероссийская спартакиада между субъектами Российской Федерации среди сильнейших спортсменов, Первенства России.
ФНТР организует и проводит Клубный чемпионат России, в лигах которого выступает 151 команда, а общее количество спортсменов в них превышает 1000 человек. Российская премьер-лига, в которой выступают звёзды мирового и российского настольного тенниса, считается одной из сильнейших в Европе.
За последние годы Федерация настольного тенниса России организовала и провела крупнейшие турниры мирового календаря: Чемпионат Европы 2008 г., Кубок мира 2009 г., Командный чемпионат мира 2010 г., Юношеское первенство Европы 2011 г., Всемирная летняя Универсиада 2013 года. С 2007 по 2011 годы было сыграно 5 Суперкубков Европейского Союза настольного тенниса, причём в 2011 г. прошел первый из них в новом, командном, формате). Проведено 6 этапов Про-тура Международной федерации настольного тенниса.
Российские клубы имеют высокие достижения и на международной арене. Так, оренбургский «Факел Газпрома» трижды выходил в финал Лиги европейских
чемпионов, в двух из которых победил. УГМК (Верхняя Пышма) в 2013 г. одержал победу в Кубке Европейского Союза настольного тенниса и также выступал в финале Лиги европейских чемпионов.
В начале февраля 2015 года Федерация подписала официальный контракт с Европейским союзом настольного тенниса (ETTU) о проведении лично-командного чемпионата Европы 2015 года. Он прошел в Екатеринбурге с 25 сентября по 4 октября 2015 года.